# Мизийски рожец
Мизийски рожец (Cerastium moesiacum) е тревисто растение от семейство Карамфилови. То е балкански ендемит и е застрашен вид.
Представлява многогодишно тревисто растение със стъбла високи до 40 cm и прилегналовлакнести. Долните листа са елиптични, горните – ланцетни, достигащи дължина до 25 mm и ширина 10 mm, те са прилегналовлакнести. Цветовете му са многобройни, събрани в удължени лъжливи сенници. Прицветниците са затъпени на върха и имат широк ципест ръб. Венчелистчетата са 2 – 3 пъти по-дълги от чашелистчетата. Плодната кутийка е права, с дължина 10 – 12 mm. Семената му са жълто-кафяви, 1,6 mm широки и набръчканобрадавичести. Цъфти през юни и зрее през юли. Растението се опрашва от насекоми. Размножава се със семена.
Мизийският рожец е разпространен на територията на България и Сърбия. В България се среща в района между хижа „Рай“ и връх Ботев.